# Tram van Chemnitz
De tram van Chemnitz is een tram- en tramtreinnet dat het belangrijkste vervoermiddel in het openbaar vervoer van de Duitse stad Chemnitz vormt. Het normaalsporige net met een lengte van 34,0 kilometer wordt door de Chemnitzer Verkehrs-Aktiengesellschaft (CVAG) en City-Bahn geëxploiteerd. De eerste paardentrams reden al 1880, elektrische trams vanaf 1893. In 2002 werd een spoorlijn aangesloten op het tramnet, waarmee het begin werd gelegd van het Chemnitzer Model, uitgevoerd als tramtreinnet.

## Netwerk
Het totale netwerk bestaat (in 2020) uit negen tramlijnen: te weten 1–5 plus de tramtreinlijnen C11, C13–C15. Centraal overstappunt is niet het station maar de halte met de logische naam Zentralhaltestelle. De lijnen 5 en C11 rijden voor een groot deel dezelfde route binnen de stadsgrenzen.

## Materieel
In Chemnitz is het gebruikelijk elk nieuw tramtype de naam te geven die de frabrikant ook gebruikt. Peildatum is mei 2022:

### Huidig

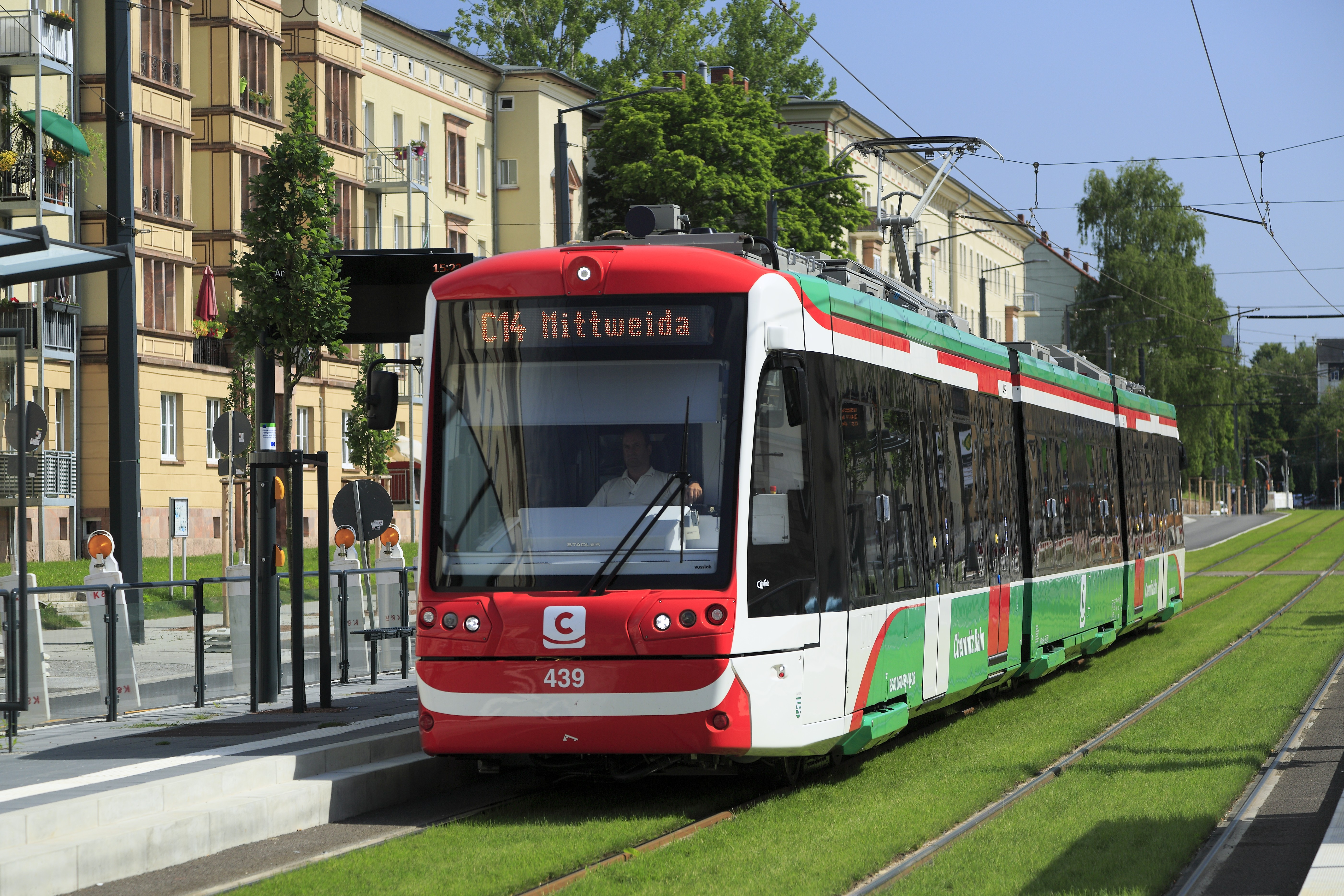
Citylink tramtrein

T3Tussen 1969 en 1988 werd door Tatra 130 vierassige motorwagens en 62 bijpassende bijwagens van het type T3 (B3 voor de bijwagens) geleverd. De laatsten werd in 2020 voor reizigersdienst ingezet, er staan er nog zeven op reserve.
VariobahnTussen 1998 en 2001 werden door Adtranz/Bombardier 30 lagevloertrams van het Variobahn geleverd. Ze zijn geleverd in eenrichtings- en tweerichtingsuitvoering, er zijn er nog 28 van in dienst.
CitylinkVan 2015 tot 2017 werden bij Vossloh twaalf lagevloertrams van het type Citylink geleverd, specifiek voor de tramtreinlijnen. Ze zijn nog allemaal in dienst.
35TTussen 2018 en 2020 werden door Škoda veertien lagevloertrams van het 35T geleverd. Ze zijn allemaal nog in dienst.

### Toekomstig
CitylinkVanaf 2025 worden van Stadler Rail negentien extra lagevloertrams van het type Citylink geleverd, met een optie op nog eens 27 trams. Ook deze zijn specifiek voor de tramtreinlijnen met als bijzonderheid dat ze om kunnen gaan met 600/750 volt voor het stadsnet en 15 kilovolt voor de spoorlijnen.